# Прабути (Мазовецьке воєводство)
Прабути (пол. Prabuty) — село в Польщі, у гміні Длуґосьодло Вишковського повіту Мазовецького воєводства.
Населення — 156 осіб (2011).
У 1975-1998 роках село належало до Остроленцького воєводства.

## Демографія
Демографічна структура станом на 31 березня 2011 року:
|          | Загалом | Допрацездатний вік | Працездатний вік | Постпрацездатний вік |
| -------- | ------- | ------------------ | ---------------- | -------------------- |
| Чоловіки | 92      | 20                 | 61               | 11                   |
| Жінки    | 64      | 7                  | 36               | 21                   |
| Разом    | 156     | 27                 | 97               | 32                   |